# Legio XII Fulminata
La Legio XII Fulminata (duodécima legión «relámpago») fue una legión romana, también conocida como Paterna, Victrix, Antiqua, Certa Constans y Galliena, formada por Julio César en el año 58 a. C. y que lo acompañó durante la Guerra de las Galias hasta el 49 a. C. La unidad todavía continuaba guardando el cruce del río Éufrates cerca de Melitene a comienzos del siglo V. El emblema de la legión era un rayo (fulmen). En siglos posteriores pasó a llamarse de forma vulgar pero incorrectamente la Legio Fulminatrix, la legión fulminadora.

## Historia

### Bajo César y Augusto
La Duodécima Legión, como fue quizás más conocida, luchó en la batalla contra los nervios y probablemente en el sitio de Alesia. También luchó en la batalla de Farsalia (48 a. C.), cuando César derrotó a Pompeyo. Después de que César ganase la guerra civil, la legión recibió el nombre de Victrix, y alistada en 43 a. C. por Lépido y Marco Antonio. Marco Antonio rebautizó a la Duodécima como Antiqua ('De calidad consolidada') durante su campaña contra el Imperio parto.
Durante la parte final del principado de Augusto, la Legión Duodécima Fulminata sirvió en Siria, acampando en Raphanea.

## SigloI

### Contra los partos
En Oriente, el rey Vologases I había invadido Armenia (año 58), un reino cliente de Roma. El emperador Nerón ordenó a Corbulón, el nuevo legado de Capadocia, que manejara la cuestión, y Corbulón llevó la IV Scythica desde Mesia, y con la III Gallica y VI Ferrata derrotó a los partos, restaurando a Tigranes VI en el trono armenio. En el año 62, la IV Scythica y la XII Fulminata, comandada por el nuevo legado de Capadocia, Lucio Junio Cesenio Peto, fueron derrotadas por los partos y los armenios en la batalla de Rhandeia y le forzó a rendirse. Las legiones fueron avergonzadas y retiradas del teatro de la guerra.

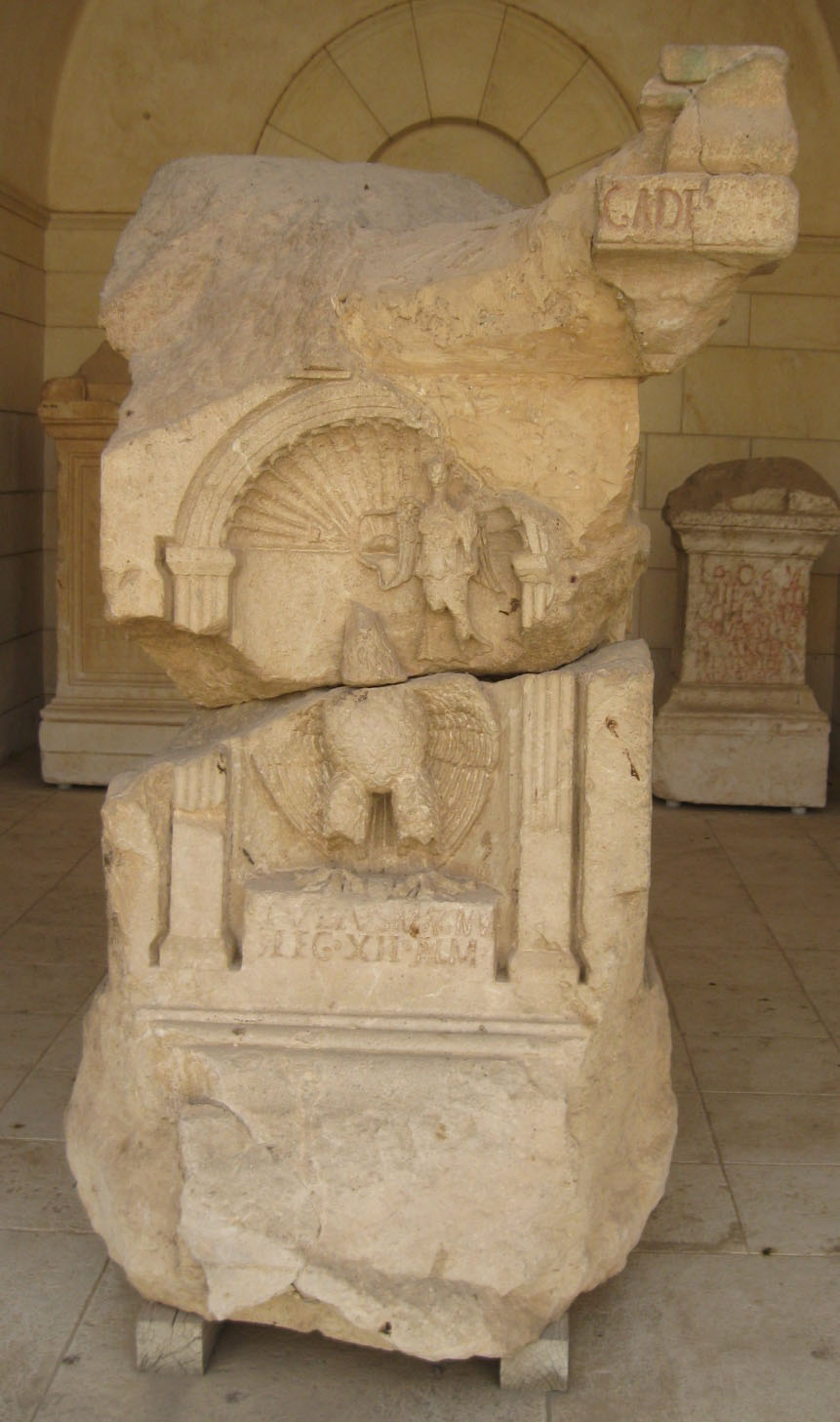
Altar votivo dedicado a Júpiter Óptimo Máximo por un centurión de la XII Fulminata en Cesarea Marítima (Israel), con el águila asociada a la divinidad suprema del panteón romano.

### Gran revuelta judía
En el año 66, durante el comienzo de la primera guerra judeo-romana, la XII Fulminata, con vexillationes de la IV Scythica y la VI Ferrata, fue enviada en represalia por la masacre de la guarnición romana de Jerusalén. Su comandante y legado de Siria, Cayo Cestio Galo, sin embargo, ordenó la retirada al comprobar que sus fuerzas eran inferiores a las de los rebeldes judíos. Regresando  sus cuarteles, la XII Fulminata fue emboscada y derrotada por Eleazar ben Simón en la batalla de Beth Horón, y perdió sus aquilæ.
Esto no supuso la destrucción de la legión, ya que combatió durante la última parte de la guerra, participando en el asedio y toma de Jerusalén, y apoyó a su comandante Tito Flavio Vespasiano en su exitosa lucha por el trono imperial. Al final de la guerra, la XII Fulminata junto con la XVI Flavia Firma fueron enviadas a guardar la frontera del Éufrates, acampando en Melitene.

## SigloII

### Defendiendo la frontera oriental
En el año 75, la XII Fulminata estaba en el Cáucaso, donde el emperador Vespasiano había enviado a la legión a apoyar a los reinos aliados de Iberia y Albania. La legión estaba probablemente en Armenia durante la campaña de Trajano de 114, acabando con la anexión del reino.
En el año 134, la amenaza de los alanos fue repelida por el gobernador de Capadocia, Arriano, quien derrotó a los invasores con la ayuda de la XII Fulminata y la XV Apollinaris.

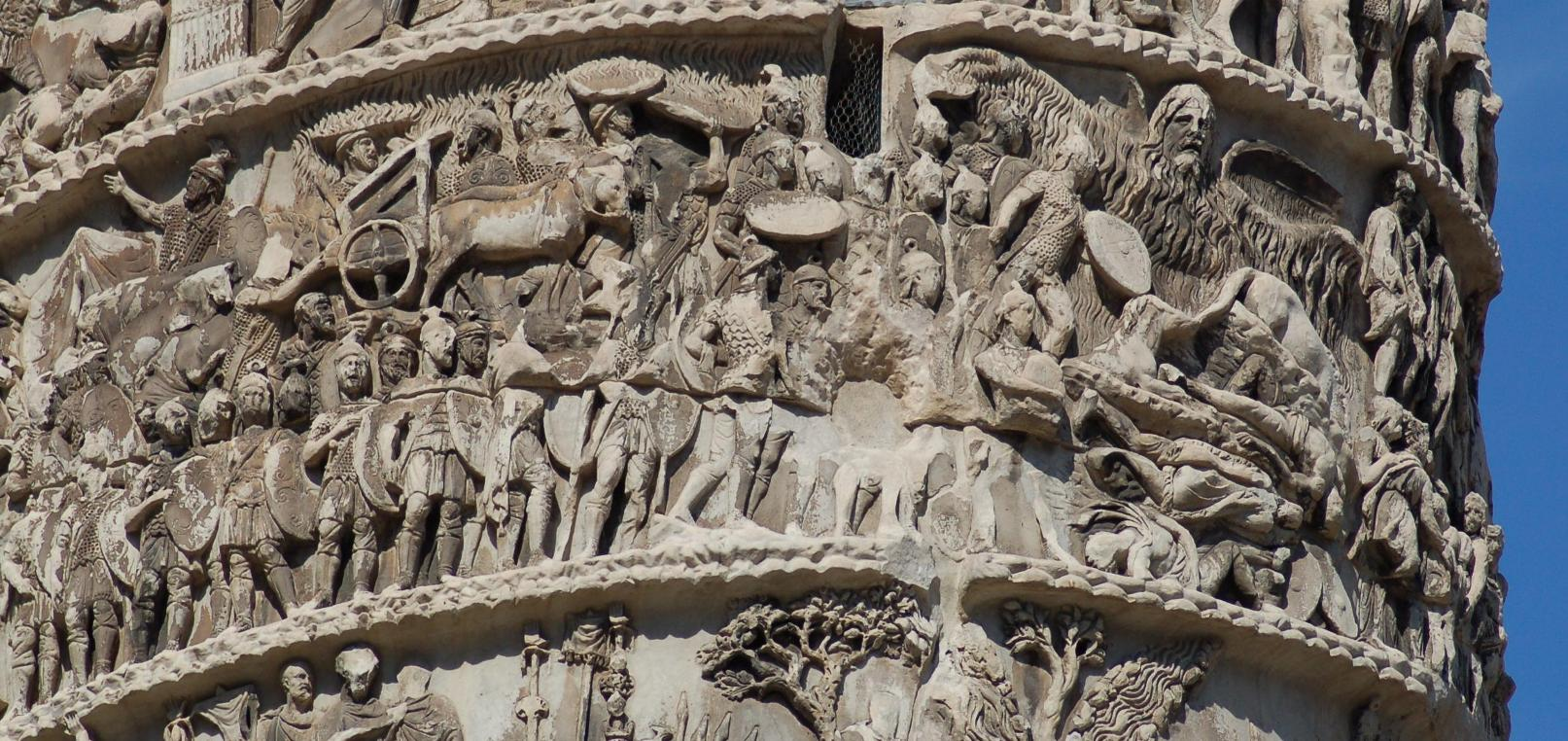
El «milagro de la lluvia», en la columna de Marco Aurelio.

La Duodécima probablemente luchó en la campaña parta del emperador Lucio Vero, en 162-166, cuando una unidad mixta de XII y XV controlaba durante algún tiempo la reconquistada capital armenia Artaxata. El emperador Marco Aurelio comandó la XII Fulminata en su campaña contra los cuados, un pueblo que habitaba una región conocida hoy como Eslovaquia en lo que actualmente es la República Eslovaca, y en la que fuentes narran un episodio de lluvia milagrosa que evitó la derrota a una unidad de la Duodécima. Según una leyenda muy difundida, la mayor parte de la Duodécima estaba compuesta por cristianos, por lo cual se dijo que esto llevó al emperador a emitir un decreto prohibiendo la persecución de los cristianos.

### Revueltas y guerras civiles
En 175, la legión estuvo en Melitene cuando se produjo la revuelta de Avidio Casio. La Duodécima, habiendo sido leal al emperador, obtuvo el cognomen de Certa Constans, 'Segura [y] Constante'.
Tras la muerte del emperador Pertinax, en el año 193, la XII Fulminata apoyó al gobernador de Siria, Pescenio Níger, quien fue al final derrotado por el emperador Septimio Severo. Cuando la frontera oriental del Imperio se trasladó del Éufrates al Tigris, la Duodécima permaneció en reserva, posiblemente como un castigo por su apoyo al rival de Severo.

## SigloIII

### Crisis y guerras

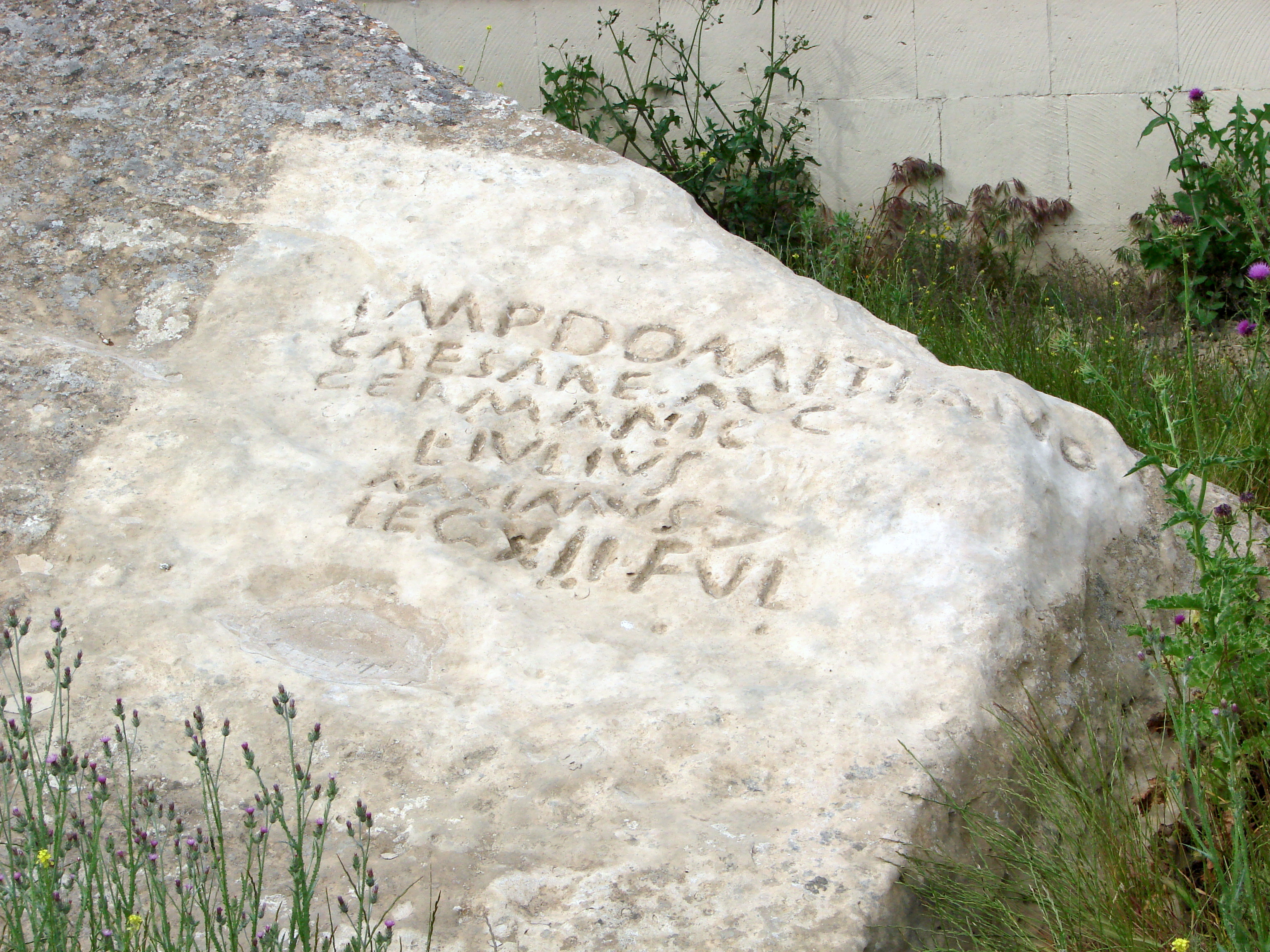
Inscripción de Qobustan (Azerbaiyán), erigida en época de Domiciano por un centurión de la XII Fulminata.

La región alrededor de Melitene fue una de las primeras en las que se divulgó la fe cristiana. Polieucto es un mártir bajo Valeriano, quien era un soldado de la Duodécima.
El Imperio sasánida era una gran amenaza al poder romano en Oriente. El rey Shapur II conquistó la base de la XV Apollinaris, Satala (256) y saqueó Trapezus (258). El emperador Valeriano marchó contra Shapur, pero fue derrotado y capturado. La derrota causó la caída parcial del Imperio, con el Imperio Galo secesionista en Occidente y el Imperio de Palmira en Oriente. Se sabe que la XII Fulminata estuvo bajo el mando de Odenato, gobernante del Imperio de Palmira, pero también que el emperador Galieno premió a la legión con el cognomen de Galliena.
Después de estos episodios, son escasas las menciones a la Fulminata. El imperio de Palmira fue reconquistado por Aureliano. El emperador Diocleciano derrotó a los sasánidas y trasladó la frontera a la Mesopotamia septentrional. La Duodécima probablemente tomó parte en estas campañas.

## SiglosIVyV
Se desconoce su situación a lo largo del siglo IV, pero lo más probable es que continuara en su puesto, defendiendo las fronteras orientales entre Roma y Persia.
Está documentada en la Notitia Dignitatum guardando la frontera del Éufrates en Melitene, a comienzos del siglo V. Esa es la última mención a la legión. Sin embargo, a lo largo de dicho siglo, los conflictos entre el Imperio romano de Oriente y el Imperio sasánida fueron muy escasos: apenas un par de roces fronterizos en los años 420 y 441, por lo que es poco probable que la XII Fulminata fuera aniquilada.